# Valentin Gorlov
Valentin Gorlov (Mosca, 2 settembre 1946) è un regista sovietico.

## Filmografia parziale

### Regista
- Vsё delo v brate (1976)
- Ėtot negodjaj Sidorov (1983)

### Sceneggiatore
- Charlys Nichten, regia di Walter Boos (1974)